# Marder II
Pour les articles homonymes, voir Marder.
Le Marder II est un chasseur de chars allemand construit à partir du châssis du char Panzerkampfwagen II Ausf A, B, C et F, armé d'un canon antichar allemand PaK 40 de 75 mm, ou d'un canon soviétique (capturé) F-22 modèle 1936 de 76,2 mm rechambrés (Pak 36(r)) (Marder II Sd.Kfz 132 "Selbstfahrlafette").

## Histoire

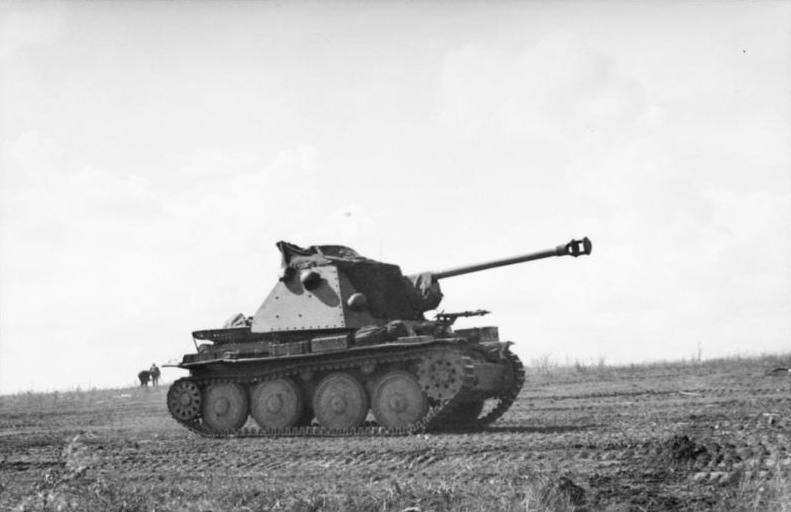
Jagdpanzer "Marder" durant l'opération Zitadelle

Dès le début de l'opération Barbarossa, la Wehrmacht ressentit le besoin d'avoir un moyen anti-char mobile qui soit plus puissant que son Panzerjäger I, alors impuissant face aux chars T-34 et KV1. Ils décidèrent alors d'utiliser leurs vieux modèles de chars dépassés comme leur PzKW II, en les réarmant d'un canon de 75 mm ou de 76,2 mm, monté dans une casemate ouverte à l'arrière et sur le dessus, ce qui offrait une protection dérisoire à l'équipage. La superstructure et le châssis étaient le plus souvent issus du Panzerkampfwagen II Ausf F. Cette improvisation donna naissance à la série des Marder II. Entre juillet 1942 et juillet 1943, MAN et Daimler-Benz ont produit 576 Marder II. Tous ces engins étaient destinés aux Panzerjäger Abteilungen dès 1942, le Marder II servira sur tous les fronts jusqu'à la fin de la guerre.
Une trentaine de Marder II servit également au sein de la division espagnole Azul sur le front Est à partir du mois d4août 1942 en complément du Panzerjäger I qui ne pouvait pas percer le blindage du T-34 et du KV-1.

### Internet
- Historique et bibliographie sur le Marder II
- Achtung Panzer!